# ディナモ・スタジアム (サマルカンド)
ディナモ・スタジアム(英: Dynamo Stadium)は、ウズベキスタンのサマルカンドにある多目的スタジアムである。

## 概要
収容人数は12,500人。1963年にオリンピヤ・ザヒララリ・スタジアムとして建設された。2011年、ウズベキスタンで2012年に開催される予定だった2012 FIFA U-20女子ワールドカップに向け改修工事が行われ、2012年に改修工事が完了した。
主にサッカーの試合に用いられ、ウズベク・リーグに所属するディナモ・サマルカンドがホームスタジアムとして使用している。

## 交通アクセス
ウズベキスタン鉄道のサマルカンド駅からタクシーで約10分。